# Eurofighter Typhoon
Eurofighter Typhoon je višenamjenski borbeni zrakoplov nastao suradnjom triju kompanija, Alenia Aeronautica, BAE Systems i EADS-a (danas Airbus Group). Projekt je od početka zamišljen kao zajednički europski program razvoja lovca za europske potrebe. Osim četiri države koje su sudjelovale u razvoju te su primarni korisnici, 15 Typhoon je također naručilo Austrijsko ratno zrakoplovstvo te Saudijska Arabija koja je naručila 72 lovca. Typhoon je lovac 4,5 generacije te se smatra osnovom buduće NATO-ove zračne moći. Među važnim novitetima što ih uvodi Typhoon ističe se Net centric tehnologija povezivanja s drugim Typhoonima i ostalim savezničkim jedinicama radi razmjene informacija u stvarnom vremenu tijekom izvršavanja borbenih zadaća. To znači da, primjerice, jedan Typhoon radarski nacilja neprijateljski zrakoplov dok drugi Typhoon udaljen i stotinjak kilometara lansira radarski navođeni projektil bez uključivanja svog radara.

## Razvoj
Premda su prvotni zahtjevi za novi tip lovca koji je s vremenom postao Typhoon predani još početkom 70-ih 20. stoljeća, službeni početak Eurofightera je bio u projektu Budući europski lovački zrakoplov (en. Future European Fighter Aircraft) koji je pokrenut 1983. Jedanaest godina kasnije je izveden prvi let Eurofighter, tada označenog jednostavno EF-2000.

## Dizajn
Typhoon je lovac u konfiguraciji delta krila i kanarda na nosu aviona. Aerodinamička nestabilnost je izbjegnuta ugradnjom naprednog Quadruplex Fly by wire sustava kontrole leta, što avionu omogućuje iznimnu pokretljivost. Izuzetno je lagane konstrukcije od 82 % kompozitnih materijala koji također omogućuju nešto manji radarski odraz, premda Typhoon nije pravi stealth zrakoplov. Za obranu koristi izuzetno napredan obrambeni podsustav koji uključuje upozorenja radarskih signala, upozorenje o nadolazećim projektilima te standardne proturaketne protumjere.

## Sposobnosti
Typhoon se smatra jednim od najnaprednijih lovaca na svijetu i često ga se uspoređuje s F-22 Raptorom te Dassault Rafale-om. Poput tih zrakoplova i Typhoon ima mogućnost superkrstarenja koje mu omogućuje let nadzvučnim brzinama bez korištenja naknadnog sagorijevanja, što omogućuje značajnu prednost u odnosu na zrakoplove starijih generacija koji nadzvučnim brzinama mogu letjeti svega nekoliko sekundi zbog velike potrošnje goriva za koju je odgovoran proces naknadnog sagorijevanja.  Slično poznatom F-22, Typhoon ima impresivne sposobnosti zrak-zrak kako u borbi izvan vizualnog dometa, tako i u bliskoj borbi. Može ponijeti većinu zrak-zrak i zrak-zemlja oružja u NATO-vom arsenalu te gotovo sve pametno oružje trenutačno dostupno.

## Tehničke karakteristike (Typhoon)
Osnovne karakteristike
- posada: 1 (borbena inačica) 2 (trenažna inačica)
- dužina: 15,96 m
- raspon krila: 10,95 m
- površina krila: 50 m2
- visina: 5,28 m
- masa zrakoplova: 11 000 kg

Letne karakteristike
- najveća brzina: 2495 km/h
- najveća brzina na razini mora: 1530 km/h
- brzina superkrstarenja: 1837 km/h
- dolet: 3790 km
- najveći borbeni dolet: 1389 km
- maksimalna visina leta:19 812 m
- brzina penjanja: 315 m/s
- omjer potisak/masa: 1,16
- specifično opterećenje krila: 311 kg/m2
- Maksimalno g-opterećenje:+9/−3 g
- motor: 2× Eurojet EJ200 turbo-mlazna motora s naknadnim izgaranjem

Najveća brzina:
Na visini: Mach 2 (2495 km/h ili 1550 mph na 10 975 m)
Na morskoj razini: Mach 1,25 (1530 km/h ili 950 mph)
Supercruise: Mach 1,5